# Denemarken op het Eurovisiesongfestival 2018

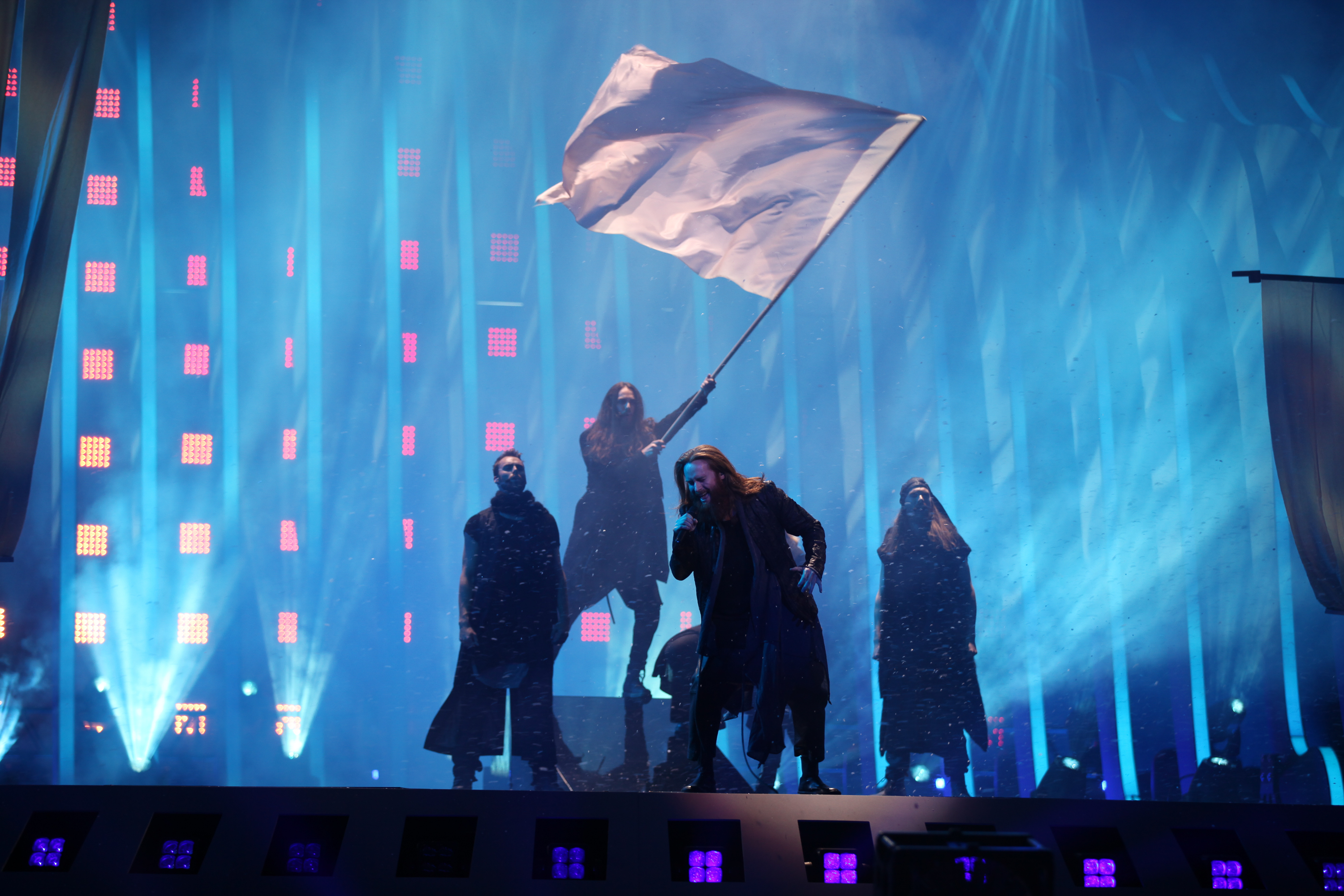
Rasmussen live in Lissabon.

Denemarken nam deel aan het Eurovisiesongfestival 2018 in Lissabon, Portugal. Het was de 47ste deelname van het land aan het Eurovisiesongfestival. DR was verantwoordelijk voor de Deense bijdrage voor de editie van 2018.

## Selectieprocedure
Reeds op 7 juli 2017 gaf de Deense openbare omroep aan ook te zullen deelnemen aan de 63ste editie van het muziekfestival. Net zoals de voorbije jaren werd de Deense vertegenwoordiger voor het Eurovisiesongfestival ook dit jaar weer gekozen via Dansk Melodi Grand Prix. Van 7 juli tot 15 september 2017 kregen artiesten de kans om een lied in te zenden, waarna een vakjury onder alle kandidaten vijf tickets uitdeelde. Daarnaast nodigde de Deense openbare omroep zelf ook vijf artiesten uit voor deelname.
Dansk Melodi Grand Prix 2018 vond plaats op zaterdag 10 februari 2018 in het Gigantium in Aalborg. De show werd net als in 2017 gepresenteerd door Annette Heick en Johannes Nymark. In een eerste fase stemden zowel een vakjury als het grote publiek op hun favoriete act. De top drie ging door naar de superfinale, waarin televoters en vakjury opnieuw mochten stemmen. Uiteindelijk ging Rasmussen met de zegepalm aan de haal.

## Dansk Melodi Grand Prix 2018
| Volgorde | Artiest            | Lied                     |
| -------- | ------------------ | ------------------------ |
| 1        | Ditte Marie        | Riot                     |
| 2        | Anna Ritsmar       | Starlight                |
| 3        | Rasmussen          | Higher ground            |
| 4        | Sannie             | Boys on girls            |
| 5        | Sandra             | Angels to my battlefield |
| 6        | Lasse Meling       | Unfound                  |
| 7        | Carlsen            | Standing up for love     |
| 8        | Karui              | Signals                  |
| 9        | Rikke Ganer-Tolsøe | Holder fast i ingenting  |
| 10       | Albin Fredy        | Music for the road       |

Superfinale
| Plaats | Artiest      | Lied               | Stemmen |
| ------ | ------------ | ------------------ | ------- |
| 1      | Rasmussen    | Higher ground      | 50 %    |
| 2      | Anna Ritsmar | Starlight          | 31 %    |
| 3      | Albin Fredy  | Music for the road | 19 %    |

## In Lissabon
Denemarken trad aan in de tweede halve finale, op donderdag 10 mei 2018. Rasmussen was als vijfde van achttien artiesten aan de beurt, net na Jessika feat. Jenifer Brening uit San Marino en gevolgd door Joelia Samojlova uit Rusland. Denemarken eindigde als vijfde en wist zo door te stoten tot de finale. Daar was Denemarken als vijftiende van 26 landen aan de beurt, net na Mikolas Josef uit Tsjechië en gevolgd door Jessica Mauboy uit Australië. Rasmussen eindigde als negende, met 226 punten.
1957 · 1958 · 1959 · 1960 · 1961 · 1962 · 1963 · 1964 · 1965 · 1966 · 1967-1977 · 1978 · 1979 · 1980 · 1981 · 1982 · 1983 · 1984 · 1985 · 1986 · 1987 · 1988 · 1989 · 1990 · 1991 · 1992 · 1993 · 1994 · 1995 · 1996 · 1997 · 1998 · 1999 · 2000 · 2001 · 2002 · 2003 · 2004 · 2005 · 2006 · 2007 · 2008 · 2009 · 2010 · 2011 · 2012 · 2013 · 2014 · 2015 · 2016 · 2017 · 2018 · 2019 · 2020 · 2021 · 2022 · 2023 · 2024 · 2025
Albanië · Armenië · Australië · Azerbeidzjan · België · Bulgarije · Cyprus · Denemarken · Duitsland · Estland · Finland · Frankrijk · Georgië · Griekenland · Hongarije · Ierland · IJsland · Israël · Italië · Kroatië · Letland · Litouwen · Macedonië · Malta · Moldavië · Montenegro · Nederland · Noorwegen · Oekraïne · Oostenrijk · Polen · Portugal · Roemenië · Rusland · San Marino · Servië · Slovenië · Spanje · Tsjechië · Verenigd Koninkrijk · Wit-Rusland · Zweden · Zwitserland